# Georges Belmont
Pour les articles homonymes, voir Belmont.
Georges Belmont (patronyme de remplacement choisi par Georges Pelorson après la Seconde Guerre mondiale), né le 19 juillet 1909 à Belley et mort le 26 décembre 2008 à Paris, est un journaliste, éditeur et traducteur français.

## Biographie

### Études et carrière avant la guerre
Fils de Jean Pelorson et de Marguerite, née Mounet, il fait ses études au lycée Louis-le-Grand, puis, du 1er octobre 1928 au 18 juillet 1931, est élève à l'École normale supérieure.
Pendant cette période, il fait deux séjours à Dublin, où il occupe une chaire de français au Trinity College. Il y épouse le 17 août 1931 Marcelle Ellen Pauline O'Connell, née Graham, d'origine britannique. Il n'eut pas d'enfant.
Dès 1932, il entreprend des activités journalistiques et littéraires, collaborant à un certain nombre de revues scientifiques. Il est notamment chef du service de politique étrangère au quotidien Paris-Midi de 1932 à 1940. Ayant des conceptions personnelles sur l'éducation de la Jeunesse, il publie en 1938 un ouvrage intitulé L'Enfant et la Nation. Il crée avec Raymond Queneau la revue Volontés. Par ailleurs, il est professeur depuis octobre 1935 à l'école bilingue de Neuilly, et y succède à son père au poste de directeur en 1937.
Il a eu l'occasion d'interviewer la servante de Marcel Proust, Célestine.

### Sous l'Occupation
Mobilisé le 15 avril 1940, il est fait prisonnier et libéré sur parole. Il assume du 29 avril 1941 à avril 1942 la Direction du bureau de la propagande du secrétariat général à la Jeunesse pour la zone occupée. Maréchaliste et défenseur d’une « Révolution nationale » portée par les jeunes, il y propage surtout l’idée d’unir les multiples mouvements de jeunesse français en s’inspirant du modèle allemand. Pendant cette période, il tient plusieurs conférences, notamment au Vélodrome d’Hiver et à la salle Pleyel. Le 22 juin 1941, le jour du début de l'invasion de l'Union soviétique par l'Allemagne nazie, il fait devant 5 000 jeunes à la salle Wagram un appel à l’unification de la jeunesse en demandant à cette dernière de choisir entre « le héros de Verdun et l’homme de Dakar et de Syrie ».

« Et lorsque je dis unité, je ne dis pas seulement union. Je veux dire communion absolue, définitive dans une seule foi, sous un même drapeau, aux ordres d'un seul Chef. Ne nous faisons pas d'illusions, c'est à ce seul prix que la Jeunesse française pourra relever ce Pays. […] Vous êtes les jeunes du Maréchal. Vous ne lui devez pas seulement le respect qui revient à l'intégrité de son âge; vous ne lui devez pas seulement le culte qui revient aux héros; vous lui devez l'ardeur de tout votre enthousiasme. »

— Georges Pelorson, tract à destination de la jeunesse, 1941.
Par décret du 6 juin 1942, il devient l'adjoint de Georges Lamirand, secrétaire général à la Jeunesse. Il conserve ce poste de secrétaire général adjoint à la Jeunesse jusqu'en mars 1943. Poursuivant son objectif d’un mouvement de jeunesse unique, Pelorson fonde l’organisation des Équipes Nationales, encadrant les jeunes de tous groupements en leur confiant des tâches de service civique. Elle sera un échec et profondément réformée en mai 1943.
En parallèle, Lamirand et Pelorson entrent rapidement en conflit en raison de divergences d’opinions, le premier voulant maintenir la pluralité des mouvements de jeunesse. En opposition avec le secrétaire général, Pelorson se retrouve dans un même camp avec des collaborateurs convaincus reprochant à Lamirand sa tiédeur sur le plan de la collaboration. Des liens personnels qu’il établit avec certains d’entre eux, notamment Jean-Pierre Oger, chargé du mouvement Jeunesses de France, lui sont reprochés par la suite. Il est membre de l'association des « Amis du Maréchal » et reçoit la Francisque.
Après la démission de Georges Lamirand, l'emploi de secrétaire général adjoint est supprimé le 24 mars 1943. Pelorson aurait ensuite fait appel à Laval pour le nommer commissaire général pour le travail de Jeunes Français à Berlin. Ce dernier s’y refusant, Pelorson aurait joué de ses contacts à l’ambassade d’Allemagne et aurait même effectué un voyage en Allemagne sans en avertir ses supérieurs. Il ne réussit cependant pas à décrocher le poste et cette manœuvre aurait fortement mécontenté Abel Bonnard.

### Après la Libération
Arrêté à la Libération pour actes de collaboration, il est interné au camp de Drancy. Finalement libéré le 6 février 1945, après une enquête de police préliminaire infructueuse, il prend la fuite et ne reparait plus à son domicile, situé au 29 rue de Bellechasse à Paris. Par conséquent, un mandat d'arrêt est délivré le 8 juillet 1946, mais toutes les recherches dans le département de la Seine pour le retrouver restent vaines. Le 24 décembre de cette année, il est déclaré coupable d’intelligence avec l’ennemi, condamné par contumace à quinze ans de travaux forcés, à la peine de dégradation nationale, et à la confiscation totale de ses biens. Après la Libération, il change de patronyme et se fait appeler Georges Belmont.
S’étant livré à la police le 26 juin 1952, la cessation des recherches est déclarée le même jour. Le 20 janvier 1954, un jugement du tribunal permanent des forces armées de Paris l'acquitte de l’accusation d’atteinte à la sûreté extérieure de l’État. Il est immédiatement libéré.
Il fréquente André Gide, Samuel Beckett, James Joyce, et après la Seconde Guerre mondiale devient traducteur. Outre Beckett et Joyce, il traduit William Irish, Evelyn Waugh, Henry Miller, James Hadley Chase et Anthony Burgess.
Journaliste, Georges Belmont collabore à Paris Match, Marie Claire et Jours de France. En 1960, il interviewe Marilyn Monroe.
Il dirige la collection de littérature étrangère « Pavillons » chez Robert Laffont. Avec Pierre Belfond et Jean-Paul Naddeo, il fonde les éditions Acropole.

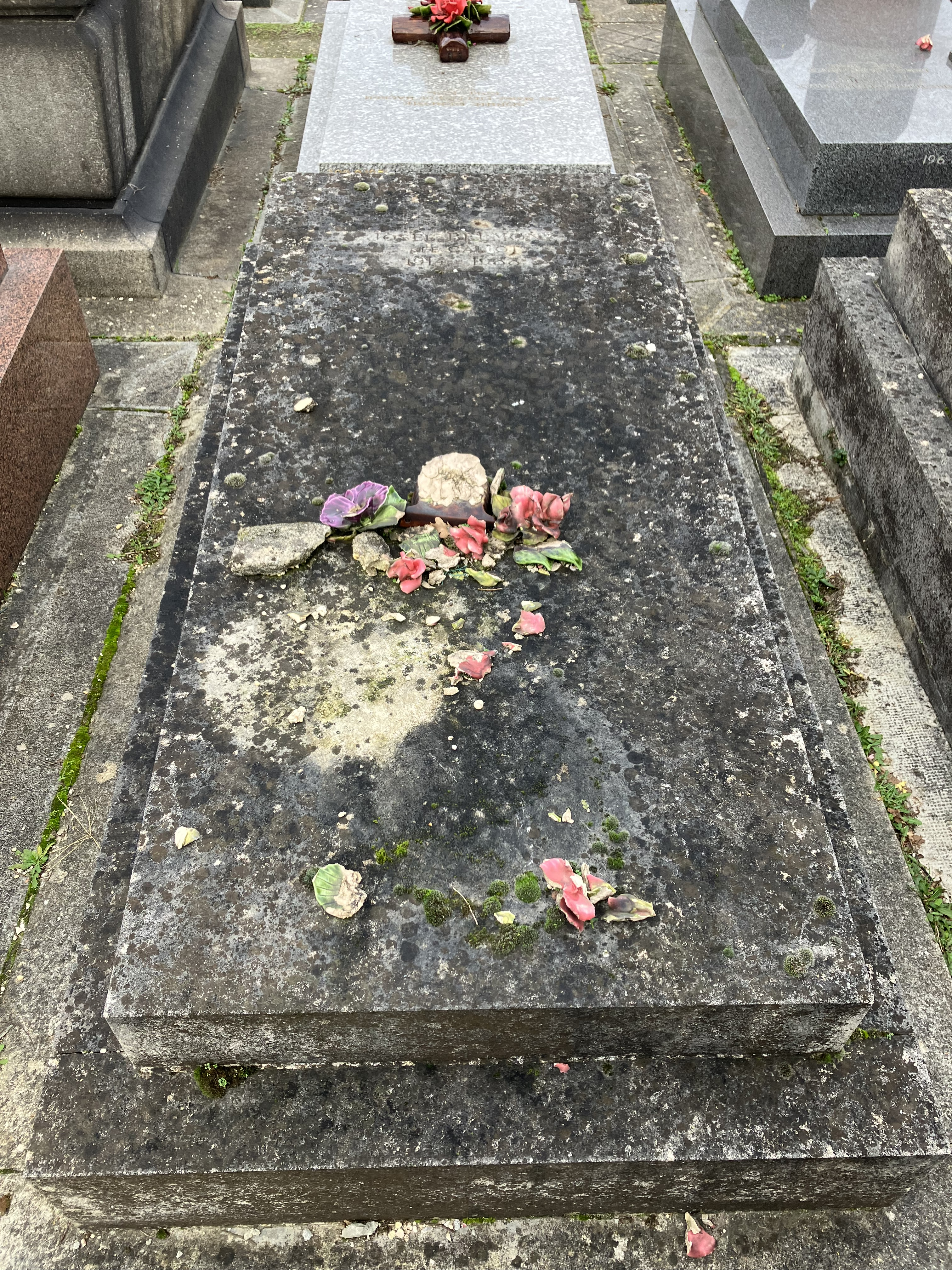
Tombe au cimetière du Montparnasse.

Mort dans sa centième année, il est inhumé à Paris, au cimetière du Montparnasse (division 7 ou 20). Son nom ne figure pas sur la tombe ; seule celui de son épouse Josée Belmont, née Caliot (1914-1988), est inscrit.

## Œuvres
- Essai sur une réforme de l'enseignement en France, 1940
- Poèmes : Connaissance (1937), l’Honneur de vivre (1972)
- Romans : Le Grand Pressoir (1957), Chris (1963), Un homme au crépuscule (1965), Ex (1969)
- Souvenirs d'outre-monde. Histoire d'une naissance (autobiographie), éditions Calmann-Lévy, 2001  (ISBN 9782702132425)

« Depuis que traîne en moi l'idée d'écrire ma mémoire, il m'est arrivé par intervalles oppressants, la nuit, d'avoir la sensation de dormir ma vie passée... Il m'a été ainsi donné de rêver une grande part, souvent obscurcie jusqu'alors, de mon enfance ; ou de me revoir marchant en compagnie de James Joyce, à Paris, par un clair et chaud après-midi d'avril, vers le pont de la Concorde ; ou bien, tard une nuit de vent sans lune, avec Samuel Beckett, le long de la rivière Liffey, vers la masse madréporique et plus noire du Phoenix Park de Dublin. Parfois, il n'y manque pas même la parole... »

— Souvenirs d'outre-monde, présentation aux éditions Calmann-Lévy